# Le Thou
Le Thou ist eine französische Gemeinde mit 2.085 Einwohnern (Stand: 1. Januar 2022) im Département Charente-Maritime in der Region Nouvelle-Aquitaine; sie gehört zum Arrondissement Rochefort und ist Teil des Kantons Surgères. Die Einwohner werden Tholusiens genannt.

## Geographie
Le Thou liegt etwa 19 Kilometer ostsüdöstlich von La Rochelle und etwa 16 Kilometer nordnordöstlich von Rochefort in der historischen Region Aunis. Umgeben wird Le Thou von den Nachbargemeinden Aigrefeuille-d’Aunis im Norden, Forges im Osten und Nordosten, Landrais im Osten und Südosten, Ciré-d’Aunis im Süden, Ballon im Südwesten, Thairé im Westen sowie Croix-Chapeau im Nordwesten.

## Bevölkerungsentwicklung
| Jahr                      | 1962 | 1968 | 1975 | 1982 | 1990 | 1999 | 2006 | 2013 |
| Einwohner                 | 864  | 792  | 844  | 975  | 1024 | 1170 | 1354 | 1873 |
| Quelle: Cassini und INSEE |      |      |      |      |      |      |      |      |

## Sehenswürdigkeiten

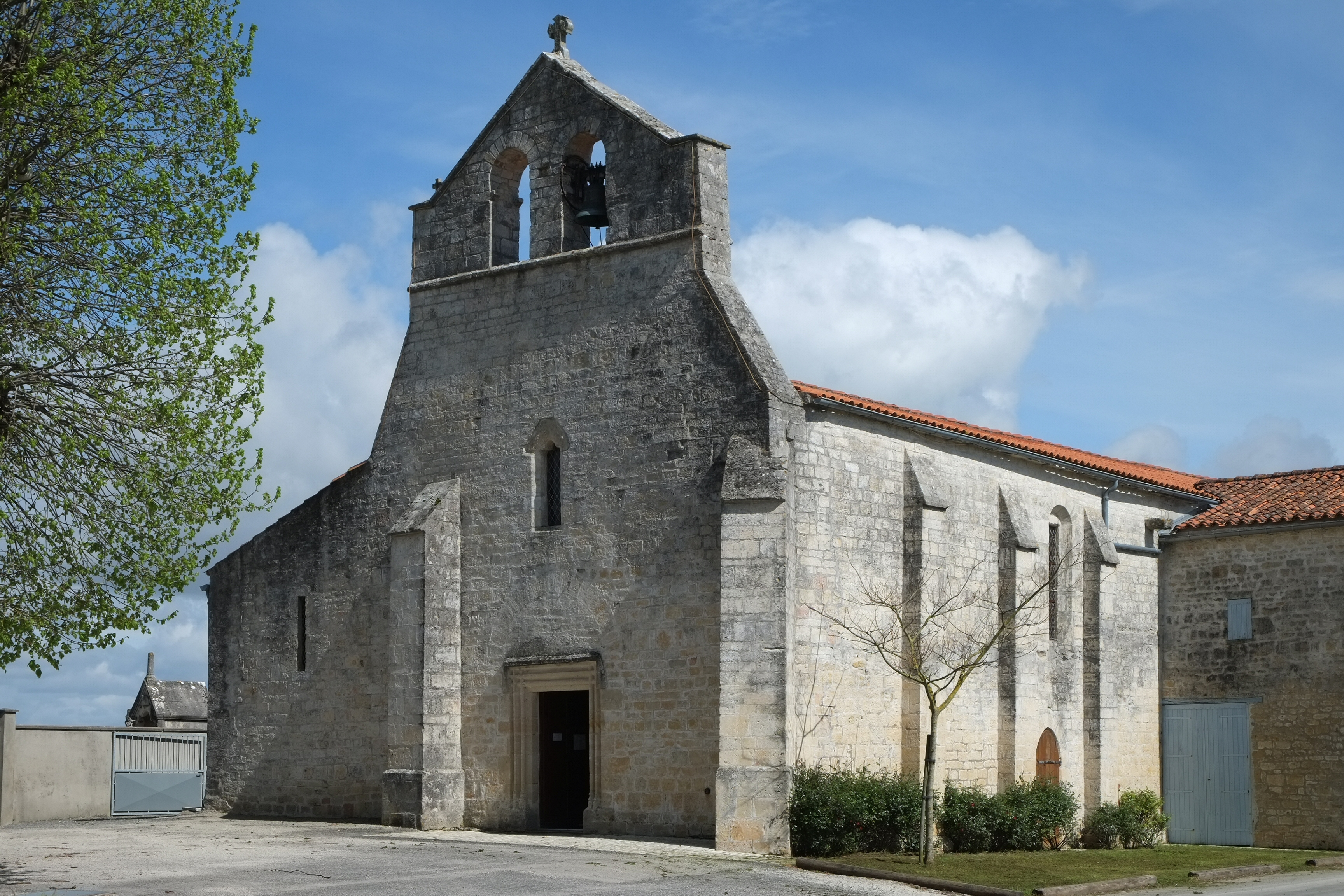
Kirche Saint-Pierre

- Kirche Saint-Pierre
- Haus Sigogne